# رافائل پوچینو
رافائل پوچینو (انگلیسی: Raffaele Pucino؛ زادهٔ ۳ مهٔ ۱۹۹۱) بازیکن فوتبال اهل ایتالیا است.
از باشگاه‌هایی که در آن بازی کرده‌است می‌توان به باشگاه فوتبال آلساندریا، باشگاه فوتبال کیه‌وو ورونا، باشگاه فوتبال ویرتوس لانچانو، باشگاه فوتبال دلفینو پسکارا، باشگاه فوتبال ساسولو، باشگاه فوتبال آولینو، باشگاه فوتبال ناپولی، و باشگاه فوتبال وارزه اشاره کرد.